# Wilhelm Schröder (Admiral)
Wilhelm Schröder (* 19. September 1842 in Halberstadt; † 17. Juni 1908 in Dresden) war ein deutscher Konteradmiral und Marineattaché.

## Leben
Nach seinem Schulbesuch trat Wilhelm Schröder im April 1858 als Volontärkadett in die kaiserliche Marine ein. Seine seemännische Ausbildung erfuhr er auf den beiden Segelfregatten Gefion und Thetis, dann wechselte er 1859 auf die Grille. Noch im gleichen Jahr begann der Besuch des Seekadetteninstituts, der mit der weiteren praktischen Ausbildung an Bord der Korvette Amazonas ergänzt wurde. Die Ernennung zum Seekadetten erfolgte im September 1860. Dann trat er seinen seemännischen Dienst auf dem Kanonenboot Fuchs an. Weitere Bordeinsätze, des inzwischen zum Unterleutnant beförderten Schröders folgten auf dem Schoner Hela, der gedeckten Korvette Gazelle, der Korvette Victoria und dem Kanonenboot Barbarossa. Erst dann konnte er den dritten Kurs am Seekadetteninstitut im Sommer 1865 abschließen. Mit dem Abschlussdokument in der Tasche wurde er der Stammdivision Ostsee zugeordnet und dort als Kompanieoffizier eingesetzt.
Dann begann für ihn die Einsatzzeit als Bordoffizier, so 1867 auf den Segelfregatten Gefion und Niobe als Wachoffizier, bevor er zum Stab der Marinestation Ostsee kommandiert wurde. Nach kurzer Einarbeitung erhielt er Verwendung im Stab des Oberbefehlshabers der Ostseestreitkräfte und als Adjutant. In dieser Position wurde er 1870 zum Kapitänleutnant befördert. Zwei Jahre später tat Schröder den Dienst im Admiralstab und ab 1873 beim Stab des Übungsgeschwaders an. Im Anschluss war er Erster Offizier auf der Segelfregatte Niobe und in den Wintermonaten Kompanieführer bei der I. Matrosen-Division. Ab 1876 wurde Schröder als Chef des Stabes beim Übungsgeschwader eingesetzt. Von hier wurde er mehrfach zu Dienstleistungen in den Admiralstab geholt, bis er von April 1880 die Glattdeckkorvette Nymphe als Kommandant führte. Von da wurde er sowohl im Abwicklungsbüro der Marinestation Ostsee als Vorstand und mehrere Jahre als Lehrer an der Marineakademie verwendet. Hier erhielt er 1881 auch die Beförderung zum Korvettenkapitän. In den Sommermonaten wurde er auf verschiedenen Bordkommandos eingesetzt, darunter auch bis 1885 als Kommandant des Schulschiffes Niobe.

## Auslandseinsatz in Großbritannien
Ab Ende 1885 bereitete sich Wilhelm Schröder auf einen Auslandseinsatz vor, der ihn nach Großbritannien führen sollte. Vor allem durch Außenminister Otto von Bismarck war die Präsenz von erfahrenen Heeres- und Marineoffizieren an den Auslandsvertretungen des Deutschen Reiches befördert worden. Diese Einsätze diente sowohl dem Aufbau von festen Kontakten in die militärischen Führungsbereiche des betreffenden Gastlandes, als auch der Informationsbeschaffung über die Stärke sowie strategische Ausrichtung der „fremden“ Marinen oder Streitkräfte. Das war eine wichtige Erfahrung aus den Zeiten der napoleonischen Fremdherrschaft über Europa bis zu den Befreiungskriegen, als auch bei der Herstellung von politischen Bündnissen, wie die militärischen Auseinandersetzungen bis in die 1880er Jahre gezeigt hatten. In Großbritannien war dazu erstmalig ab 1882 ein sogenannter Militärbevollmächtigter des Deutschen Bundes, zugeordnet der preußischen Gesandtschaft, eingesetzt gewesen, Korvettenkapitän Iwan Friedrich Oldekop (1844–1936), der sowohl für die Heeres- als auch die Marinefragen zuständig war. Dem deutschen Gesandten in London war er untergeordnet und hatte diesen in den Fragen der militärischen Themen zu beraten. Die von ihm angefertigten Berichterstattungen gingen nach der Vorlage beim Geschäftsträger der diplomatischen Mission an den preußischen König und wurden dort dem Auswärtigen Amt, dem Admiralstab und dem Großen Generalstab zur Lageeinschätzungen übergeben.
In London löste Wilhelm Schröder den als Militärbevollmächtigten notifizierten Oldekop am 11. Februar 1886 ab. Erstmalig führte Schröder in seinem Amt in Großbritannien den Titel eines Marineattachés. Auf diese Tätigkeitsbezeichnung hatte sich der Admiralsstab nach der Bestimmung durch König Friedrich III. (1831–1888) festgelegt, um eine eindeutige Sachverwendung, auch gegenüber dem Gastland, sichtbar zu machen. Mit der Abberufung von Oldekop im Februar 1885 wurde außerdem die von ihm bisher wahrgenommene Verantwortung in den Heeres- und den Marinebereichen, nun mit getrennter personeller Verantwortung, geteilt. Der bisher als Gehilfe von Oldekop tätige Hauptmann Ernst von Hoiningen (1849–1924) übernahm die Aufgaben des Militärattachés für Großbritannien. Der deutsche Gesandte in London war zu dieser Zeit der Diplomat Paul von Hatzfeld (1831–1901). Nach dem Zustandekommen des Bündnisses der sogenannten Mittelmeerentente zwischen Großbritannien und Italien, dem zeitnah bis 1887 auch noch Spanien und Österreich-Ungarn folgten, war der Standort London von hoher Wichtigkeit, um die dringend benötigten Informationen über die militärisch-strategische Neuausrichtung dieses Bündnisses in Erfahrung zu bringen. Da es sich bei den zusammengefundenen Partnern, bis auf Österreich-Ungarn, um stark marineorientierte Staaten handelte, war der Sachverstand eines gestandenen Marineoffiziers von Dringlichkeit, die damit zusammenhängenden Konsequenzen auf seestrategischem Gebiet richtig bewerten zu können. Als solcher hatte sich Schröder, besonders durch seine vielseitigen praktischen und stabsmäßigen Erfahrungen, gewachsen über viele Jahre, erwiesen.
Neben diesen Schwerpunktbereichen des zeitbedingten Informationsbedarfs hatte sich noch eine andere, eher innenpolitische Komponente, herauskristallisiert. Mit der Zunahme der Schärfe europäischer Konflikte seit den 1885er Jahren war auch die Anforderung der Krisenbewältigung, um die erreichte Vormachtstellung Preußens nicht aufgeben zu müssen, weiter gewachsen. Hier erwies sich Otto von Bismarck als Reichskanzler und zugleich für die Außenpolitik zuständiger Akteur immens gefordert. Sein teilweise rigoroses Vorgehen in bestimmten Einzelfragen rief zugleich auch Kräfte auf den Plan, die mit anderen strategischen Lösungen aufwarten wollten und sich dabei bestimmten politischen Notwendigkeiten widersetzten. Zu einer Gruppierung dieser Kräfte gehörte als führender Kopf der Chef des Großen Generalstabes und frühere Militärattaché Alfred von Waldersee (1832–1904). Dieser hatte, um seine eigenen, machthungrigen Ziele erreichen zu können, eine politische Interessengruppe um sich geschart, die ihre Position dazu ausnutzte, Schritte der bismarckschen Außenpolitik bewusst zu hintertreiben. Eine wichtige Schaltstelle für Waldersee stellten dabei mehrere Militärattachés an wichtigen ausländischen Botschaften dar, die gezielt und auf Anweisung des Generalstabschefs, das Wirken Bismarcks in einem anderen Licht darstellen lassen sollten. Zu ihnen gehörten die Offiziere Adolf von Deines (1845–1911) in Wien, Karl von Engelbrecht (1846–1917) in Rom, Ernst von Hoiningen-Huene (1849–1924) in London sowie Maximilian Yorck von Wartenburg (1850–1900) in Sankt Petersburg und Karl von Villaume (1840–1900) in Paris. Zu bestimmten berichtspflichtigen Ereignissen stellten sie die von Bismarck eingeleiteten Schritte oder auch deren außenpolitische Wirkung so dar, dass sie dadurch in einem ganz anderen Licht erscheinen mussten und beim preußischen König Friedrich III., dem diese Berichte vorgelegt wurden, ein ganz anderes Bild zeichneten, als es in Wahrheit tatsächlich abgelaufen war. Mit dem Thronwechsel 1888 zu Wilhelm II. war eine Persönlichkeit an die Spitze des monarchistischen Herrschaftsapparates gelangt, die äußerst leicht beeinflussbar war und meinte, die gesamte Regierungspolitik selbst leiten zu können. Ein Mittun an diesen unaufrichtigen politischen Machenschaften von Waldersee durch Schröder lässt sich nicht nachweisen, zumal er selbst während seines Auslandseinsatzes über den Admiralstab als seine militärisch zuständige Dienstbehörde geführt wurde.
Noch während seines Aufenthaltes in London wurde Wilhelm Schröder im April 1889 zum Kapitän zu See befördert. Ab Sommer des gleichen Jahres bereitete er sich auf die Übergabe seiner Aufgaben vor. Als sein Nachfolger wurde der bei der chinesischen Marine zu Ausbildungszwecken befindliche, seemännisch-technisch versierte Felix Hasenclever (1851–1892) ausgewählt. Noch vor seinem Einsatz zum Korvettenkapitän befördert, erhielt er die von Bismarck in Auftrag gegebene „Instruktionen für die an den auswärtigen Missionen kommandierten Offiziere“ als wichtiges Element seiner Einweisung ausgehändigt. Am 24. September löste er Schröder in London ab und erhielt zwei Wochen darauf ein persönliches Schreiben des Reichskanzlers ausgehändigt, in dem er ihn aufforderte, sich in seinem Wirken der Bedeutsamkeit seines Auftrages bewusst zu sein und in seinem Handeln stets mit dem Missionschef abzustimmen. Von besonderer Wichtigkeit erschien ihm dabei vor allem die Aufforderung, dass für ihn „die Anordnungen des Herrn Botschafters oder dessen Stellvertreters… maßgebend“ sind.

## Zurück in Deutschland
Mit seiner Rückkehr wurde Wilhelm Schröder ab Oktober 1889 als Inspektor bei der I. Marineinspektion eingesetzt. Daraufhin kehrte er ein Jahr später wieder auf den Chefposten im Übungsgeschwader zurück, gehörte zugleich bis April 1891 zur II. Division der Manöverflotte. In dieser Zeit wurde er im Januar 1891 zum Konteradmiral befördert. Im April wurde er zum Chef der Marinestation Nordsee ernannt. Nach einem Jahr Amtszeit wechselte er im Mai 1892 in die Verantwortung des Chefs der Manöverflotte. Diesen Aufgabenbereich musste er wegen einer Erkrankung im September 1893 abgeben. Deshalb wurde er zur Allerhöchsten Verfügung gestellt und ab dem Jahresende 1893 nicht erneut eingesetzt.
Am 17. Juni 1908 verstarb Wilhelm Schröder in Dresden.